# Dioxyde de technétium
Le dioxyde de technétium, ou oxyde de technétium(IV), est un composé chimique de formule TcO2. Il se présente sous la forme d'un solide brun-noir cristallisé dans une structure rutile déformée semblable à celle du dioxyde de molybdène MoO2. Il commence à se sublimer vers 900 °C et se dismute vers 1 100 °C en technétium métallique et en oxyde de technétium(VII) Tc2O7. Il s'oxyde en ion pertechnétate TcO4− sous l'action d'acide nitrique HNO3 et de peroxyde d'hydrogène H2O2.
Le dioxyde de technétium est faiblement paramagnétique. Son dihydrate TcO2·2H2O donne l'oxyde anhydre par chauffage à 300 °C.
On peut obtenir le dioxyde de technétium par décomposition de pertechnétate d'ammonium NH4TcO4 à 800 °C :
2 NH4TcO4 ⟶ 2 TcO2 + 4 H2O + N2↑.
Il peut également être obtenu en chauffant d'autres oxydes de technétium à l'air libre. Le dihydrate TcO2·2H2O, quant à lui, peut être obtenu en faisant réagir de l'hexachlorure de technétium ammonium (NH4)2TcCl6 avec une solution d'ammoniaque NH4OH :
(NH4)2TcCl6 + 4 NH4OH ⟶ TcO2⋅2H2O + 6 NH4Cl.